# I Luh Ya PaPi
"I Luh Ya Papi" är en låt av den amerikanska artisten Jennifer Lopez, inspelad till hennes kommande åttonde studioalbum (2014). Den gästas av den amerikanska rapparen French Montana och gavs ut som albumets huvudsingel den 11 mars 2014 via 2101 Records och Capitol Records. Låten skrevs av Lopez, Andre Proctor, Karim Kharbouch och Noel "Detail" Fisher som också stod för produktionen. "I Luh Ya Papi" är en hiphop och syntpop-låt som backas upp av syntar och metalliska beats. Låttexten innehåller flera anspelningar på Lopez kropp.
"I Luh Ya Papi" mottog mestadels positiv kritik från musikrecensenter som lovordade kompositionen men kritiserade titeln. Låtens tillhörande musikvideo filmades av regissören Jessy Terrero som Lopez arbetat med tidigare. Videon filmades i Miami, Florida och skildrar en dagdröm där Lopez objektifierar män. Videon mottog positiv kritik för att den konfronterade musikindustrins problem med sexism. Singeln marknadsfördes med uppträdanden på den 13 säsongen av American Idol där Lopez också medverkar som jurymedlem. Montana framförde låten med Lopez som också bjöd in Jessica Sanchez, Allison Iraheta och Pia Toscano vilka var tidigare tävlande i serien.

## Bakgrund och utgivning
"Jag känner mig välsignad, jag växte upp i South Bronx och är från samma gata där hon kom ifrån. Att jobba med henne är en riktig upplevelse. Den här låten är stor av den anledningen att vi båda kommer från South Bronx och gjorde något tillsammans."
En version av "I Luh Ya Papi" med French Montana som gästartist hade premiär på den amerikanska radiostationen Power 106 den 5 mars 2014. Utöver originalet hade också en remix med Big Sean premiär. Om beslutet att ha French Montana som gästartist sa Lopez: "Vi är båda från New York och vi har liknande bakgrunder och jag ville att låten skulle ha en viss känsla och han var perfekt. Jag var väldigt glad att han hörde låten och ville vara en del av den." I Kanada, enligt Nielsen BDS var "I Luh Ya Papi" den näst mest adderade låten på radiostationer som spelade formatet Rhythmic contemporary. Den 21 april 2014 släpptes en remixversion av DJ Khaled via Lopez SoundCloud. Låten behöll rapverserna med French Montana och Big Sean men innehöll även ytterligare låttext framförd av Tyga.

## Komposition
Enligt Michael Cragg från The Guardian är låten "ganska galen" med syntar som spelas upp baklänges och metalliska beats som "klankar i fjärran". Lopez sjunger med tre olika accenter. Jeff Benjamin från Fuse.tv beskrev låtens produktion som en blandning av "elektriska smällar och hiphop-beats".

## Mottagande
Cragg kritiserade låtens "löjliga" titel och skrev att man "kanske måste opereras för att få ut refrängen ur huvudet". Scott T. Sterling vid Radio.com beskrev "I Luh Ya Papi" som en "solig och smittsam låt som säkerligen kommer att spelas på många strandpartys när temperaturerna stiger".

## Musikvideo
En musikvideo för "I Luh Ya Papi" regisserades av Jessy Terrero i Miami, Florida.